# Coupe du monde de VTT 2002
Navigation
2001 2003
La Coupe du monde de VTT 2002 est la 12e édition de la Coupe du monde de VTT. Cette édition comprend trois disciplines : cross country, descente et 4-cross.

## Cross-country

### Hommes
| # | Date        | Lieu             | Vainqueur        | Deuxième           | Troisième        | Leader du général |
| - | ----------- | ---------------- | ---------------- | ------------------ | ---------------- | ----------------- |
| 1 | 19 mai      | Madrid           | Bart Brentjens   | Roland Green       | Roel Paulissen   | Bart Brentjens    |
| 1 | 19 mai      | Madrid           | 2 h 02 min 37 s  | + 2 min 10 s       | + 2 min 23 s     | Bart Brentjens    |
| 2 | 26 mai      | Houffalize       | Christoph Sauser | Roel Paulissen     | Filip Meirhaeghe | Bart Brentjens    |
| 2 | 26 mai      | Houffalize       | 1 h 49 min 37 s  | + 11 s             | + 19 s           | Bart Brentjens    |
| 3 | 30 juin     | Mont-Sainte-Anne | Filip Meirhaeghe | Christophe Dupouey | Lado Fumic       | Filip Meirhaeghe  |
| 3 | 30 juin     | Mont-Sainte-Anne | 2 h 01 min 18 s  | + 2 min 14 s       | + 2 min 35 s     | Filip Meirhaeghe  |
| 4 | 7 juillet   | Grouse Mountain  | Filip Meirhaeghe | Christoph Sauser   | Bart Brentjens   | Filip Meirhaeghe  |
| 4 | 7 juillet   | Grouse Mountain  | 1 h 49 min 42 s  | + 57 s             | + 1 min 38 s     | Filip Meirhaeghe  |
| 5 | 8 septembre | Les Gets         | Ryder Hesjedal   | Christoph Sauser   | Filip Meirhaeghe | Filip Meirhaeghe  |
| 5 | 8 septembre | Les Gets         | 1 h 55 min 01 s  | + 29 s             | + 49 s           | Filip Meirhaeghe  |

| Pos | Cycliste             | Pts |
| --- | -------------------- | --- |
| 1.  | Filip Meirhaeghe     | 935 |
| 2.  | Christoph Sauser     | 740 |
| 3.  | Bart Brentjens       | 706 |
| 4.  | Roland Green         | 650 |
| 5.  | Roel Paulissen       | 612 |
| 6.  | Ryder Hesjedal       | 572 |
| 7.  | Kashi Leuchs         | 494 |
| 8.  | Christophe Dupouey   | 486 |
| 9.  | Julien Absalon       | 432 |
| 10. | José Antonio Hermida | 400 |

### Femmes
| # | Date        | Lieu             | Vainqueur           | Deuxième           | Troisième           | Leader du général |
| - | ----------- | ---------------- | ------------------- | ------------------ | ------------------- | ----------------- |
| 1 | 19 mai      | Madrid           | Margarita Fullana   | Alison Dunlap      | Sabine Spitz        | Margarita Fullana |
| 2 | 26 mai      | Houffalize       | Margarita Fullana   | Caroline Alexander | Annabella Stropparo | Margarita Fullana |
| 3 | 30 juin     | Mont-Sainte-Anne | Annabella Stropparo | Barbara Blatter    | Alison Dunlap       | Alison Dunlap     |
| 4 | 7 juillet   | Grouse Mountain  | Sabine Spitz        | Alison Dunlap      | Alison Sydor        | Alison Dunlap     |
| 5 | 8 septembre | Les Gets         | Margarita Fullana   | Sabine Spitz       | Anna Szafraniec     | Alison Dunlap     |

| Pos | Coureuse            | Pts |
| --- | ------------------- | --- |
| 1.  | Alison Dunlap       | 850 |
| 2.  | Sabine Spitz        | 815 |
| 3.  | Margarita Fullana   | 750 |
| 4.  | Alison Sydor        | 621 |
| 5.  | Annabella Stropparo | 605 |
| 6.  | Caroline Alexander  | 350 |
| 7.  | Susan Haywood       | 341 |
| 8.  | Barbara Blatter     | 330 |
| 9.  | Regina Marunde      | 327 |
| 10. | Ivonne Kraft        | 323 |

## Descente

### Hommes
| # | Date        | Lieu             | Vainqueur     | Deuxième         | Troisième     | Leader du général |
| - | ----------- | ---------------- | ------------- | ---------------- | ------------- | ----------------- |
| 1 | 2 juin      | Fort William     | Chris Kovarik | Cédric Gracia    | Nathan Rennie | Chris Kovarik     |
| 2 | 9 juin      | Maribor          | Chris Kovarik | Steve Peat       | Fabien Barel  | Chris Kovarik     |
| 3 | 30 juin     | Mont-Sainte-Anne | Steve Peat    | Cédric Gracia    | Greg Minnaar  | Steve Peat        |
| 4 | 14 juillet  | Telluride        | Steve Peat    | Fabien Barel     | Cyril Lagneau | Steve Peat        |
| 5 | 8 septembre | Les Gets         | Steve Peat    | Nicolas Vouilloz | Fabien Barel  | Steve Peat        |

| Pos | Coureur             | Pts  |
| --- | ------------------- | ---- |
| 1.  | Steve Peat          | 1002 |
| 2.  | Cédric Gracia       | 729  |
| 3.  | Chris Kovarik       | 709  |
| 4.  | Mickaël Pascal      | 660  |
| 5.  | Fabien Barel        | 659  |
| 6.  | Nicolas Vouilloz    | 495  |
| 7.  | Michael Hannah      | 481  |
| 8.  | Óscar Saiz          | 415  |
| 9.  | Greg Minnaar        | 365  |
| 10. | David Vázquez López | 345  |

### Femmes
| # | Date        | Lieu             | Vainqueur              | Deuxième        | Troisième       | Leader du général      |
| - | ----------- | ---------------- | ---------------------- | --------------- | --------------- | ---------------------- |
| 1 | 2 juin      | Fort William     | Tracy Moseley          | Vanessa Quin    | Missy Giove     | Tracy Moseley          |
| 2 | 9 juin      | Maribor          | Anne-Caroline Chausson | Sabrina Jonnier | Petra Bernhard  | Sabrina Jonnier        |
| 3 | 30 juin     | Mont-Sainte-Anne | Anne-Caroline Chausson | Sabrina Jonnier | Tracy Moseley   | Anne-Caroline Chausson |
| 4 | 14 juillet  | Telluride        | Anne-Caroline Chausson | Sabrina Jonnier | Marielle Saner  | Anne-Caroline Chausson |
| 5 | 8 septembre | Les Gets         | Anne-Caroline Chausson | Sabrina Jonnier | Fionn Griffiths | Anne-Caroline Chausson |

| Pos | Coureuse               | Pts  |
| --- | ---------------------- | ---- |
| 1.  | Anne-Caroline Chausson | 1027 |
| 2.  | Sabrina Jonnier        | 915  |
| 3.  | Tracy Moseley          | 795  |
| 4.  | Marielle Saner         | 643  |
| 5.  | Fionn Griffiths        | 621  |
| 6.  | Vanessa Quin           | 492  |
| 7.  | Missy Giove            | 422  |
| 8.  | Céline Gros            | 404  |
| 9.  | Kathleen Pruitt        | 379  |
| 10. | Nolvenn Le Caër        | 376  |

## 4-cross

### Hommes
| # | Date        | Lieu             | Vainqueur     | Deuxième      | Troisième    | Leader du général |
| - | ----------- | ---------------- | ------------- | ------------- | ------------ | ----------------- |
| 1 | 1er juin    | Fort William     | Cédric Gracia | Wade Bootes   | Brian Lopes  | Cédric Gracia     |
| 2 | 8 juin      | Maribor          | Mike King     | Brian Lopes   | Steve Peat   | Brian Lopes       |
| 3 | 29 juin     | Mont-Sainte-Anne | Eric Carter   | Michal Prokop | Brian Lopes  | Brian Lopes       |
| 4 | 13 juillet  | Telluride        | Eric Carter   | Cédric Gracia | Greg Minnaar | Brian Lopes       |
| 5 | 7 septembre | Les Gets         | Bas de Bever  | Mike King     | Brian Lopes  | Brian Lopes       |

| Pos | Coureur       | Pts |
| --- | ------------- | --- |
| 1.  | Brian Lopes   | 151 |
| 2.  | Cédric Gracia | 126 |
| 3.  | Mike King     | 124 |
| 4.  | Wade Bootes   | 110 |
| 5.  | Eric Carter   | 105 |
| 6.  | Michal Prokop | 94  |
| 7.  | Bas de Bever  | 78  |
| 8.  | Steve Peat    | 65  |
| 9.  | Dale Holmes   | 57  |
| 10. | Kirt Voreis   | 48  |

### Femmes
| # | Date        | Lieu             | Vainqueur              | Deuxième        | Troisième       | Leader du général      |
| - | ----------- | ---------------- | ---------------------- | --------------- | --------------- | ---------------------- |
| 1 | 1er juin    | Fort William     | Anne-Caroline Chausson | Sabrina Jonnier | Céline Gros     | Anne-Caroline Chausson |
| 2 | 8 juin      | Maribor          | Anne-Caroline Chausson | Katrina Miller  | Sabrina Jonnier | Anne-Caroline Chausson |
| 3 | 29 juin     | Mont-Sainte-Anne | Anne-Caroline Chausson | Katrina Miller  | Sabrina Jonnier | Anne-Caroline Chausson |
| 4 | 13 juillet  | Telluride        | Sabrina Jonnier        | April Lawyer    | Katrina Miller  | Anne-Caroline Chausson |
| 5 | 7 septembre | Les Gets         | Anne-Caroline Chausson | Sabrina Jonnier | Katrina Miller  | Anne-Caroline Chausson |

| Pos | Coureuse               | Pts |
| --- | ---------------------- | --- |
| 1.  | Anne-Caroline Chausson | 220 |
| 2.  | Sabrina Jonnier        | 190 |
| 3.  | Katrina Miller         | 155 |
| 4.  | Céline Gros            | 80  |
| 5.  | Tara Llanes            | 70  |
| 6.  | April Lawyer           | 50  |
| 7.  | Anneke Beerten         | 23  |
| 8.  | Melissa Buhl           | 21  |
| 8.  | Lisa Sher              | 21  |
| 10. | Diana Marggraff        | 17  |